# Thelypteris schomburgkii
Thelypteris schomburgkii är en kärrbräkenväxtart som beskrevs av Alan Reid Smith. Thelypteris schomburgkii ingår i släktet Thelypteris och familjen Thelypteridaceae. Inga underarter finns listade.